# Liste der Hochhäuser in Virginia
In der Liste der Hochhäuser in Virginia werden die Hochhäuser im US-Bundesstaat Virginia ab einer strukturellen Höhe von 80 Metern aufgezählt. Das bedeutet die Höhe bis zum höchsten Punkt des Gebäudes ohne Antenne. Aufgezählt werden nur fertiggestellte und im Bau befindliche Gebäude.

## Auflistung der Hochhäuser nach Höhe
| Nr. | Name                                               | Stadt               | Höhe    | Etagen | Baujahr     | Status   |
| --- | -------------------------------------------------- | ------------------- | ------- | ------ | ----------- | -------- |
| 1.  | The Westin Virginia Beach Town Center & Residences | Virginia Beach      | 154,8 m | 38     | 2007        | Erbaut   |
| 2.  | Granby Tower                                       | Norfolk             | 137,2 m | 31     |             | Baustopp |
| 3.  | James Monroe Building                              | Richmond            | 136,9 m | 29     | 1981        | Erbaut   |
| 4.  | SunTrust Plaza                                     | Richmond            | 121,9 m | 26     | 1983        | Erbaut   |
| 5.  | Armada Hoffler Tower                               | Virginia Beach      | 120,7 m | 23     | 2002        | Erbaut   |
| 6.  | Federal Reserve Bank Building                      | Richmond            | 119,8 m | 26     | 1978        | Erbaut   |
| 7.  | 1812 North Moore Street                            | Arlington           | 118,9 m | 35     | 2014        | Erbaut   |
| 8.  | Rosslyn Twin Tower One                             | Arlington           | 116,1 m | 27     | 1980        | Erbaut   |
| =   | Rosslyn Twin Tower Two                             | Arlington           | 116,1 m | 26     | 1982        | Erbaut   |
| 10. | One Skyline Tower                                  | Bailey’s Crossroads | 111 m   | 26     | 1988        | Erbaut   |
| 11. | Dominion Tower                                     | Norfolk             | 103,6 m | 26     | 1987        | Erbaut   |
| 12. | Hilton Alexandria Mark Center                      | Alexandria          | 103 m   | 30     | 1985        | Erbaut   |
| 13. | Bank of America Center                             | Richmond            | 101,5 m | 26     | 1974        | Erbaut   |
| 14. | Wachovia Tower                                     | Roanoke             | 97,5 m  | 21     | 1991        | Erbaut   |
| 15. | Richmond City Hall                                 | Richmond            | 96,3 m  | 19     | 1971        | Erbaut   |
| 16. | Turnberry Tower                                    | Arlington           | 95,3 m  | 27     | 2009        | Erbaut   |
| =   | Wells Fargo Center                                 | Norfolk             | 95,3 m  | 22     | 2010        | Erbaut   |
| 18. | Riverfront Plaza Towers                            | Richmond            | 95,1 m  | 20     | 1990        | Erbaut   |
| 19. | One James River Plaza                              | Richmond            | 94,5 m  | 22     | 1978        | Erbaut   |
| 20. | Main Street Centre                                 | Richmond            | 93 m    | 23     | 1986        | Erbaut   |
| 21. | Bank of America Center                             | Norfolk             | 92,7 m  | 23     | 1967        | Erbaut   |
| 22. | Two Waterview Place                                | Arlington           | 91,4 m  | 30     | 2007        | Erbaut   |
| =   | One Waterview Place                                | Arlington           | 91,4 m  | 24     | 2008        | Erbaut   |
| =   | Two James Center                                   | Richmond            | 91,4 m  | 21     | 1987        | Erbaut   |
| 25. | Rosslyn Metro Center II                            | Arlington           | 90,8 m  | 27     | 2002        | Erbaut   |
| 26. | 150 West Main Street                               | Norfolk             | 89 m    | 20     | 2002        | Erbaut   |
| 27. | Eighth & Main Building                             | Richmond            | 88,4 m  | 20     | 1975        | Erbaut   |
| 28. | One James Center                                   | Richmond            | 86,9 m  | 21     | 1985        | Erbaut   |
| 29. | Norfolk Waterside Marriott                         | Norfolk             | 86,7 m  | 23     | 1991        | Erbaut   |
| 30. | Dominion Enterprises Building                      | Norfolk             | 86,3 m  | 20     | 2007        | Erbaut   |
| 31. | 1801 North Lynn Street                             | Arlington           | 86,2 m  | 24     | 2002        | Erbaut   |
| 32. | Arnold B. McKinnon Building                        | Norfolk             | 86 m    | 20     | 1989        | Erbaut   |
| =   | Skyline Towers                                     | Bailey’s Crossroads | 86 m    | 26     | 1988        | Erbaut   |
| =   | Skyline Square                                     | Bailey’s Crossroads | 86 m    | 26     | 1982 & 1984 | Erbaut   |
| =   | Central National Bank Building                     | Richmond            | 86 m    | 22     | 1930        | Erbaut   |
| 36. | Pinnacle Towers North                              | Tysons Corner       | 84,1 m  | 17     | 1989        | Erbaut   |
| 37. | Harbor Tower Apartments                            | Portsmouth          | 82,7 m  | 25     | 1983        | Erbaut   |
| 38. | BB&T Bank Building                                 | Richmond            | 79,9 m  | 19     | 1913        | Erbaut   |
| 39. | One Capitol Square                                 | Richmond            | 79,6 m  | 23     |             | Erbaut   |
| 40. | Richmond Marriott                                  | Richmond            | 78,6 m  | 18     | 1984        | Erbaut   |
| =   | Seventh & Franklin Building                        | Richmond            | 78,6 m  | 18     | 1967        | Erbaut   |
| 42. | US Naval Hospital                                  | Portsmouth          | 77,9 m  | 18     | 1960        | Erbaut   |
| 43. | Ritz-Carlton Tysons Corner                         | Tysons Corner       | 77,4 m  | 24     | 1999        | Erbaut   |
| =   | Sheraton Premiere at Tysons Corner                 | Tysons Corner       | 77,4 m  | 24     | 1986        | Erbaut   |
| 45. | 1850 Towers Crescent Plaza                         | Tysons Corner       | 77,1 m  | 13     | 2009        | Erbaut   |
| 46. | 1616 North Fort Myer Drive                         | Arlington           | 76,8 m  | 19     | 1975        | Erbaut   |
| 47. | Hilton Virginia Beach Oceanfront                   | Virginia Beach      | 76,5 m  | 21     | 2005        | Erbaut   |
| 48. | Wytestone Plaza                                    | Richmond            | 76,3 m  | 18     | 1965        | Erbaut   |
| 49. | 1300 17th Street North                             | Arlington           | 76,2 m  | 19     | 1980        | Erbaut   |
| 50. | Meridian at Eisenhower                             | Alexandria          | 75,3 m  | 25     | 2007        | Erbaut   |
| 51. | Arlington Hilton & Towers                          | Arlington           | 75 m    | 26     | 1989        | Erbaut   |